# Мартыновка (приток Васюгана)
Мартыновка — река в Томской области России. Устье реки находится в 307 км от устья по левому берегу реки Васюган. Длина реки составляет 90 км. Площадь водосборного бассейна — 379 км².

## Притоки
- 36 км: река без названия (лв)
- 56 км: река Пельмегыт (лв)

## Данные водного реестра
По данным государственного водного реестра России относится к Верхнеобскому бассейновому округу, водохозяйственный участок реки — Васюган, речной подбассейн реки — Васюган. Речной бассейн реки — (Верхняя) Обь до впадения Иртыша.